# مجلس الوزراء اللبناني
مجلس الوزراء اللبناني (بالفرنسية: Conseil des Ministres du Liban) هي الهيئة التنفيذية للجمهورية اللبنانية. رئيسها هو رئيس وزراء لبنان، ويعينه رئيس الجمهورية بتثبيت مجلس النواب اللبناني. تتكون عادة من عدد متساوٍ من المسلمين والمسيحيين (على الرغم من أن هذا المطلب غير محدد في الدستور). يعد مجلس الوزراء «حكومة» لبنان حسب الدستور ومن سلطاته:
- وضع السياسة العامة للدولة في جميع المجالات ووضع مشاريع القوانين والمراسيم، واتخاذ القرارات اللازمة لتطبيقها.
- السهر على تنفيذ القوانين والأنظمة والإشراف على أعمال كل أجهرة الدولة من إدارات ومؤسسات مدنية وعسكرية وأمنية.
- تعيين موظفي الدولة وصرفهم وقبول استقالتهم وفق القانون.
- وفي حالات دستورية معينة، يحق بحل مجلس النواب.

## تاريخ
أسس المجلس في 23 أيار 1926، عندما صدر دستور دولة لبنان الكبير. منذ إنشاء المكتب في عام 1926 وحتى نهاية الحرب الأهلية، لم يشر الدستور كثيرًا إلى أدوار وواجبات المنصب، وإن كان ذكر الرئيس «لتسمية أحد الوزراء كرئيس للوزراء». بعد انتهاء الحرب الأهلية اللبنانية والمصادقة على اتفاق الطوائف، عززت مسؤوليات مجلس الوزراء وقننت وإدرجت بوضوح في الدستور. والجدير بالذكر أن الاتفاقية نقلت السلطة التنفيذية من الرئيس إلى المجلس.

## تشكيل الحكومة
يتشكل المجلس بمرسوم من رئيس الجمهورية ويوقع عليه رئيس مجلس الوزراء. في غضون 30 يومًا، يجب أن يوافق مجلس النواب على الحكومة من خلال تصويت بالثقة، الأمر الذي يتطلب أغلبية بسيطة. بموجب المادة 64 من الدستور اللبناني، يتولى رئيس الوزراء المفاوضات مع مجلس النواب لتشكيل الحكومة. حسب العرف، تتكون الحكومة بالتساوي بين المسلمين والمسيحيين - ولكن هذا ليس شرطًا محددًا في الدستور.

## المسؤوليات والصلاحيات
المجلس مكلف بشكل عام بالإشراف على الشؤون اليومية، وإعداد مشاريع قوانين لمجلس النواب للتصويت عليها. يعمل الوزراء الأفراد على حقائبهم الخاصة، ويحتاجون فقط إلى توقيع الرئيس ورئيس الوزراء لاتخاذ القرارات المتعلقة بوزارتهم الفردية. عندما تؤثر القرارات على الحكومة بأكملها، هناك حاجة إلى أغلبية الوزراء. موافقة الحكومة على ما يسمى بالقضايا «الأساسية» (التعديلات الدستورية، القوانين الانتخابية، حل البرلمان، الحرب والسلام، المعاهدات الدولية، حالة الطوارئ، ميزانية الدولة، خطط التنمية طويلة الأجل، تعيين الكادر الأول لموظفي الدولة، إعادة تقسيم الدوائر، قوانين الجنسية، قانون الأحوال الشخصية، إقالة الوزراء) [ملحوظة 1] هناك حاجة لأغلبية ثلثي الوزراء الحاضرين.
فيما يلي قائمة باختصاصات مجلس الوزراء:
1. صياغة مشروعات القوانين للتصويت عليها الهيئة التشريعية. يضع جدول الأعمال العام، ويتخذ القرارات اللازمة لتنفيذ مشاريع القوانين التي اعتمدها مجلس النواب.
2. الموافقة على قرار رئيس الجمهورية بحل البرلمان.
3. الموافقة على تصديق الرئيس على المعاهدات الدولية.
4. الموافقة على إقالة الوزير من قبل رئيس الجمهورية.
5. الإشراف على جميع الإدارات المدنية والعسكرية والأمنية.
6. إنها السلطة التي تخضع لها القوات المسلحة (ومع ذلك، فإن الرئيس هو القائد الأعلى للقوات المسلحة وبالتالي يكون له الكلمة الأخيرة).

سلطات رئيس الجمهورية
قبل اتفاق الطائف، كان دور المجلس هو إعطاء الرئيس «مشورته الإيجابية» بدلاً من إجماع / أغلبية واضحة على القضايا المذكورة أعلاه. ومع ذلك، نظرًا إلى أن الرئيس هو الشخص الوحيد الذي يمكنه ترشيح / عزل الوزراء والحكومة بأكملها، فلا بد أن يكون في صالحه. بالإضافة إلى ذلك، لا يتطرق الدستور إلى مسألة الانتقام - حيث إذا كان للرئيس سلطة إقالة الحكومة وتوقيع مرسوم لم يوافق عليه - إلا أن هذه المسألة لم تظهر أبدًا منذ أن كان مجلس الوزراء يحترم بشكل عام الرئيس (أو والعكس صحيح).

### خلافات التمثيل الطائفي
كانت هناك العديد من الخلافات المتعلقة بالجماعات الطائفية وسلطة الإطاحة بالحكومة. على سبيل المثال، في عام 2006، بدأ حزب الله مظاهرات حاشدة حيث استقال كل من الشيعة الخمسة ومسيحي واحد من 24 عضوًا (2 أقل من 1/3 المطلوب لإسقاط الحكومة) لرئيس الوزراء فؤاد السنيورة. وهذا يعني أنه لم يكن هناك تمثيل شيعي فعليًا في مجلس الوزراء وأغلبية مسيحية. ومع ذلك، استمرت الحكومة في العمل لمدة عامين آخرين حتى انتهاء ولاية الرئيس إميل لحود في عام 2008

## تأليف المجلس
يتألف مجلس الوزراء من:
- رئيس الجمهورية: يحق له ترؤس مجلس الوزراء إلا إنه لا يستطيع التصويت على القرارات التي تتخذ فيه.
- رئيس مجلس الوزراء: وهو رئيس الحكومة الذي يمثلها ويتكلم باسمها، ويعتبر مسؤولاً عن تنفيذ السياسة العامة التي يضعها مجلس الوزراء.
- الوزير: وهو الذي يكون مسؤول عن الوزارة.

## الحكومة الحالية
شكلت الحكومة الثامنة والسبعون بموجب المرسوم رقم ٥٣ بتاريخ ٨ شباط ٢٠٢٥ برئاسة نواف سلام، وتتألف من 24 عضواً بينهم ٥ سيدات يتوزعون على مختلف الطوائف والأحزاب السياسية.

## تشكيلة الحكومة
| الوزارة                          | اسم الوزير         | الحزب السياسي                   | الطائفة           |
| -------------------------------- | ------------------ | ------------------------------- | ----------------- |
| رئيس مجلس الوزراء                | نواف سلام          | مستقل                           | السنة             |
| نائب رئيس مجلس الوزراء           | طارق متري          | مستقل                           | الروم الأرثوذكس   |
| وزير الدفاع الوطني               | ميشال منسى         | مستقل                           | الروم الأرثوذكس   |
| وزير الخارجية والمغتربين         | يوسف رجي           | القوات اللبنانية                | الموارنة          |
| وزير الداخلية والبلديات          | أحمد الحجار        | مستقل                           | السنة             |
| وزير المالية                     | ياسين جابر         | أمل                             | الشيعة            |
| وزير العدل                       | عادل نصار          | حزب الكتائب اللبنانية           | الموارنة          |
| وزير الاتصالات                   | شارل الحاج         | القوات اللبنانية                | الموارنة          |
| وزير الطاقة والمياه              | جوزيف الصدي        | القوات اللبنانية                | الروم الكاثوليك   |
| وزير الأشغال العامة والنقل       | فايز رسامني        | الحزب التقدمي الإشتراكي         | دروز              |
| وزير التربية والتعليم العالي     | ريما كرامي         | مستقل                           | السنة             |
| وزير الصحة العامة                | ركان ناصر الدين    | حزب الله                        | الشيعة            |
| وزير العمل                       | محمد حيدر          | حزب الله                        | الشيعة            |
| وزير دولة للشؤون الاجتماعية      | حنين السيد         | مستقل                           | السنة             |
| وزير السياحة                     | لورا الخازن (لحود) | مستقل                           | الموارنة          |
| وزير الاقتصاد والتجارة           | عامر البساط        | مستقل                           | السنة             |
| وزير الإعلام                     | بول مرقص           | مستقل                           | الروم الكاثوليك   |
| وزير المهجرين                    | كمال شحادة         | القوات اللبنانية                | الموارنة          |
| وزير الشباب والرياضة             | نورا بايراقداریان  | الاتحاد الثوري الأرمني في لبنان | الرسولية الأرمنية |
| وزير البيئة                      | تمارا الزين        | أمل                             | الشيعة            |
| وزير دولة لشؤون التنمية الإدارية | فادي مكي           | مستقل                           | الشيعة            |
| وزير الزراعة                     | نزار هاني          | الحزب التقدمي الإشتراكي         | دروز              |
| وزير الثقافة                     | غسان سلامة         | مستقل                           | الروم الكاثوليك   |
| وزير الصناعة                     | جو عيسى الخوري     | القوات اللبنانية                | الموارنة          |